# Scybalocanthon trimaculatus
Scybalocanthon trimaculatus là một loài bọ cánh cứng trong họ Bọ hung (Scarabaeidae).